# Oxelösunds stad
Denna artikel handlar om den tidigare kommunen Oxelösunds stad. För orten se Oxelösund, för dagens kommun, se Oxelösunds kommun.
Oxelösunds stad var en tidigare kommun i Södermanlands län. Centralort var Oxelösund och kommunkod 1952–1970 var 0481.

## Administrativ historik
Oxelösunds stad bildades den 1 januari 1950 (enligt beslut den 24 mars 1949) av en del av Nikolai landskommun som samtidigt upphörde. Inom denna församling hade Oxelösunds municipalsamhälle inrättats 27 januari 1899.
Staden ombildades genom införandet av enhetlig kommuntyp den 1 januari 1971 till Oxelösunds kommun.

### Judiciell tillhörighet
I likhet med alla sent bildade stadskommuner fick Oxelösund inte egen jurisdiktion utan låg under landsrätt i Nyköpings domsaga och dess tingslag.

### Kyrklig tillhörighet
I kyrkligt hänseende tillhörde staden först Nikolai församling. Oxelösunds församling, som motsvarade stadens område, bildades 1 januari 1953, tre år efter staden.

### Sockenkod
För registrerade fornfynd med mera så återfinns staden inom ett område definierat av sockenkod 0359 som motsvarar den omfattning staden hade 1950.

## Stadsvapnet
Blasonering: I blått fält en vänsterstråle, åtföljd ovan av ett järnmärke och nedan av ett ankare, allt av silver.
Vapnet syftar på stålindustrin (järnmärket) och sjöfarten (ankaret). Strålen skall symbolisera ett fyrljus. När Oxelösund, som en av de sista i landet, blev stad 1950 antogs vapnet. Det nyregistrerades i PRV enligt nya regler år 1974.

## Geografi

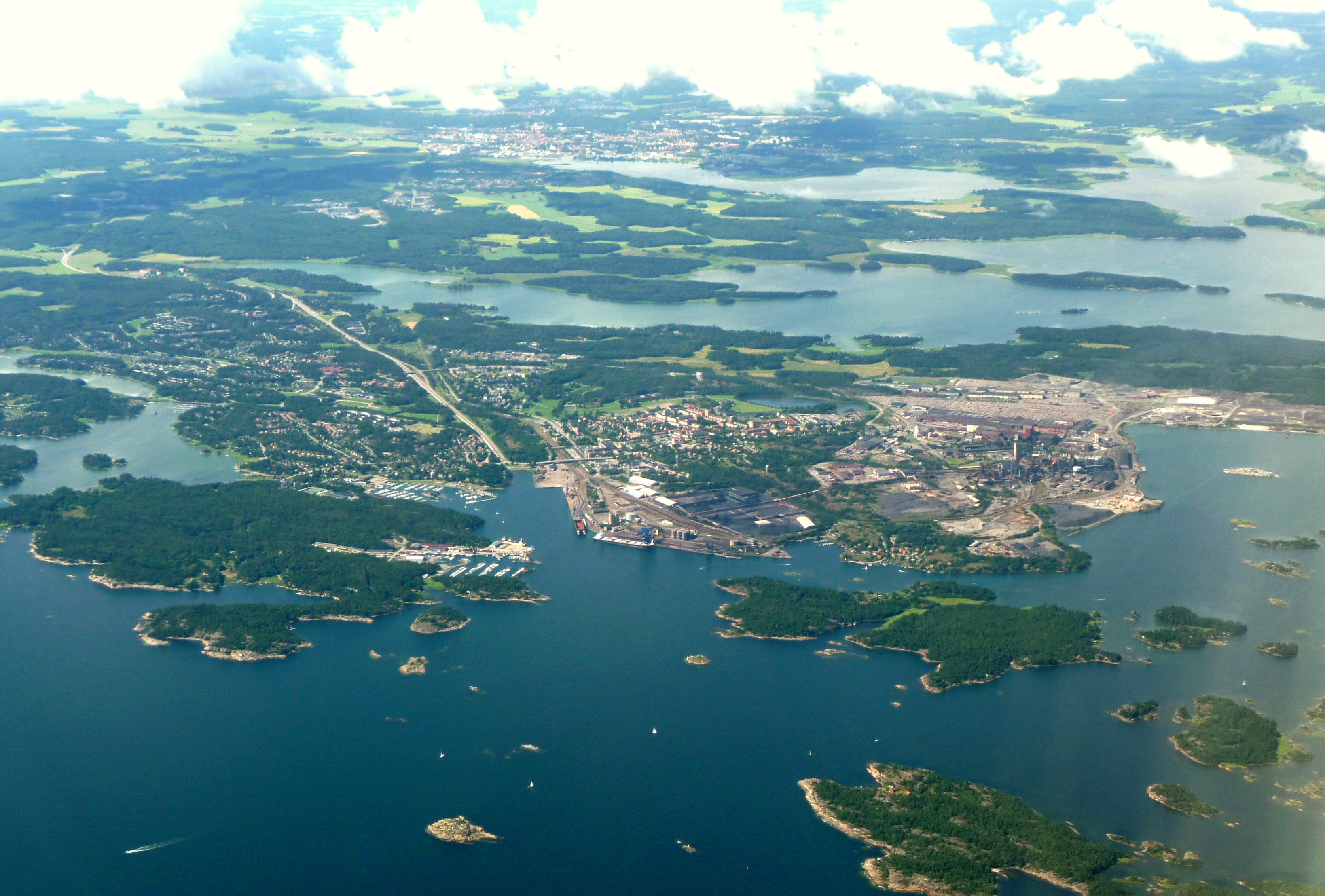
Luftbild över Oxelösund 2012

Oxelösunds stad omfattade den 1 januari 1952 en areal av 32,08 km², varav 32,04 km² land. Efter nymätningar och arealberäkningar färdiga den 1 januari 1961 omfattade staden samma datum en areal av 33,35 km², varav 33,20 km² land.

### Tätorter i staden 1960
I Oxelösunds stad fanns tätorten Oxelösund, som hade 9 376 invånare den 1 november 1960. Tätortsgraden i staden var då 95,3 procent.

## Befolkningsutveckling
| Befolkningsutvecklingen i Oxelösunds stad 1950–1970 | Befolkningsutvecklingen i Oxelösunds stad 1950–1970 | Befolkningsutvecklingen i Oxelösunds stad 1950–1970 | Befolkningsutvecklingen i Oxelösunds stad 1950–1970 | Befolkningsutvecklingen i Oxelösunds stad 1950–1970 |
| --- | --------------------------------------------------- | --------------------------------------------------- | --------------------------------------------------- | --------------------------------------------------- |
| |                                                     |                                                     |                                                     |                                                     |
| År |                                                     |                                                     | Invånare                                            |                                                     |
| 1950 | 1950                                                |                                                     | 5 188                                               | 5 188                                               |
| 1955 | 1955                                                |                                                     | 5 905                                               | 5 905                                               |
| 1960 | 1960                                                |                                                     | 8 371                                               | 8 371                                               |
| 1965 | 1965                                                |                                                     | 13 104                                              | 13 104                                              |
| 1970 | 1970                                                |                                                     | 15 055                                              | 15 055                                              |
| Källa: SCB - Befolkning 1851 - 1910, SCB - Folkmängd inom administrativa områden 1910-1961 och Folkmängd 31 dec 1950-1975 i län, kommuner och församlingar enligt kommunindelningen 1 jan 1976. |                                                     |                                                     |                                                     |                                                     |

## Politik

### Mandatfördelning i valen 1950–1966
| 2 | 21 | 5 | 2 |

| 25 | 5 |

| 2 | 20 | 5 | 3 |

| 25 | 5 |

| 2 | 19 |  | 4 | 4 |

| 24 | 6 |

| 2 | 20 |  | 4 | 3 |

| 25 | 5 |

| 3 | 17 | 2 | 5 | 3 |

| 23 | 7 |